# Paolo Aretino
Paolo Antonio del Bivi (* 1508; † 1584 in Arezzo), Paolo Aretino genannt, war ein italienischer Komponist der Renaissance. Er wirkte bis 1547 als Kantor am Dom von Arezzo und danach bis zu seinem Tode an Santa Maria della Pieve, ebenfalls in Arezzo. In dieser Eigenschaft schrieb er vor allem geistliche Chormusik, darunter eine Johannespassion und Responsorien zum Karfreitag. Von ihm sind auch weltliche Vokalwerke erhalten, so zwei Madrigalbücher.

## Werke (Auswahl)
- Sacra responsoria, tvm Natali domini, tvm Iovis, Veneris, ac Sabbati Sancti diebvs dici solita. Hieronymus Scotus, Venedig 1544, (Digitalisat).
- Pie ac devotissime lamentationes Hyeremie prophete. Tum etiam passiones Hiesu Christi dominice palmarum ac veneris sancti. Antonius Gardanus, Venedig 1546.
- Responsorium Hebdomadae Sanctae ac Natalis domini, una cum Benedictus, ac Te deum laudamus, liber primus et secundus ... quatuor vocibus. Franciscus Rampazetus, Venedig 1564.
- Passio Jesu Christi secundem Joannem. World Library of Sacred Music, Cincinnati OH 1958, (basierend auf MS. II. III. 322 (olim Magl. XIX. 131.) der Nationalbibliothek Florenz).